# Național Arena „Toše Proeski”
Arena Națională Filip II al Macedoniei (în macedoneană Арена Филип II Македонски, transliterat: Arena Filip II Makedonski) este un stadion polivalent din Skopje, Republica Macedonia. A fost numit după Regele Filip al II-lea al Macedoniei și în prezent este folosit preponderent pentru meciuri de fotbal. Este „stadionul-casă” al cluburilor FK Vardar și FK Rabotnički din Skopje, ambele echipe evoluând în Prima Ligă Macedoneană, dar de asemenea este și stadion național pe care joacă echipa națională de fotbal a Macedoniei aproape cu fiecare ocazie.
Pe 30 iunie 2015 UEFA a anunțat că Arena Națională Filip II al Macedoniei va găzdui Supercupa Europei 2017, care va fi și prima finală a unei competiții de club UEFA ținută în Macedonia.

## Galerie

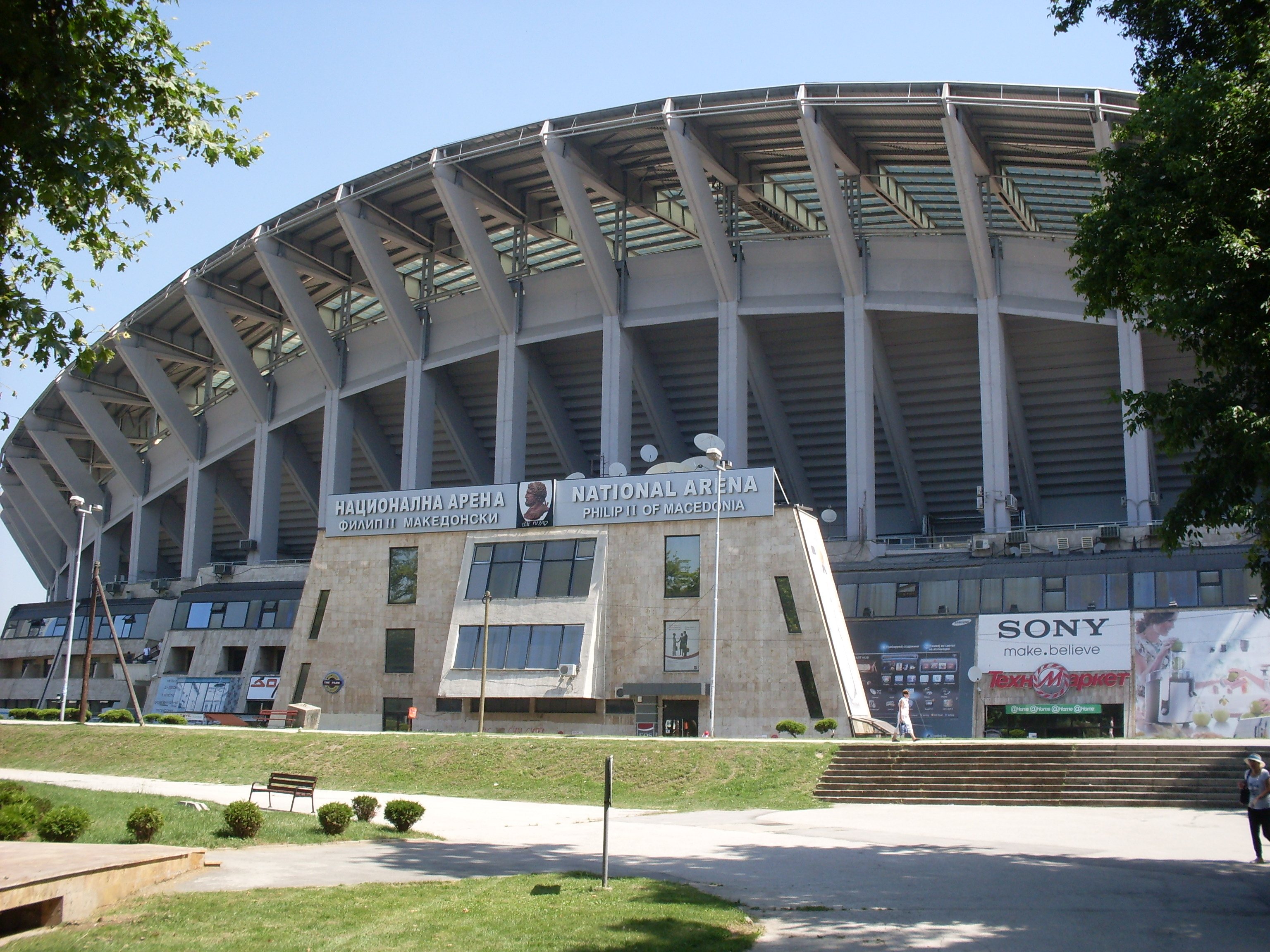
Exterior
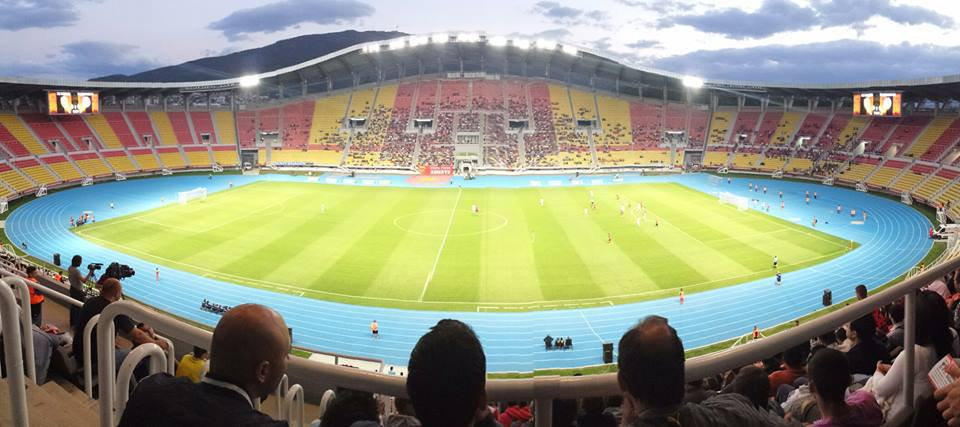
Interior
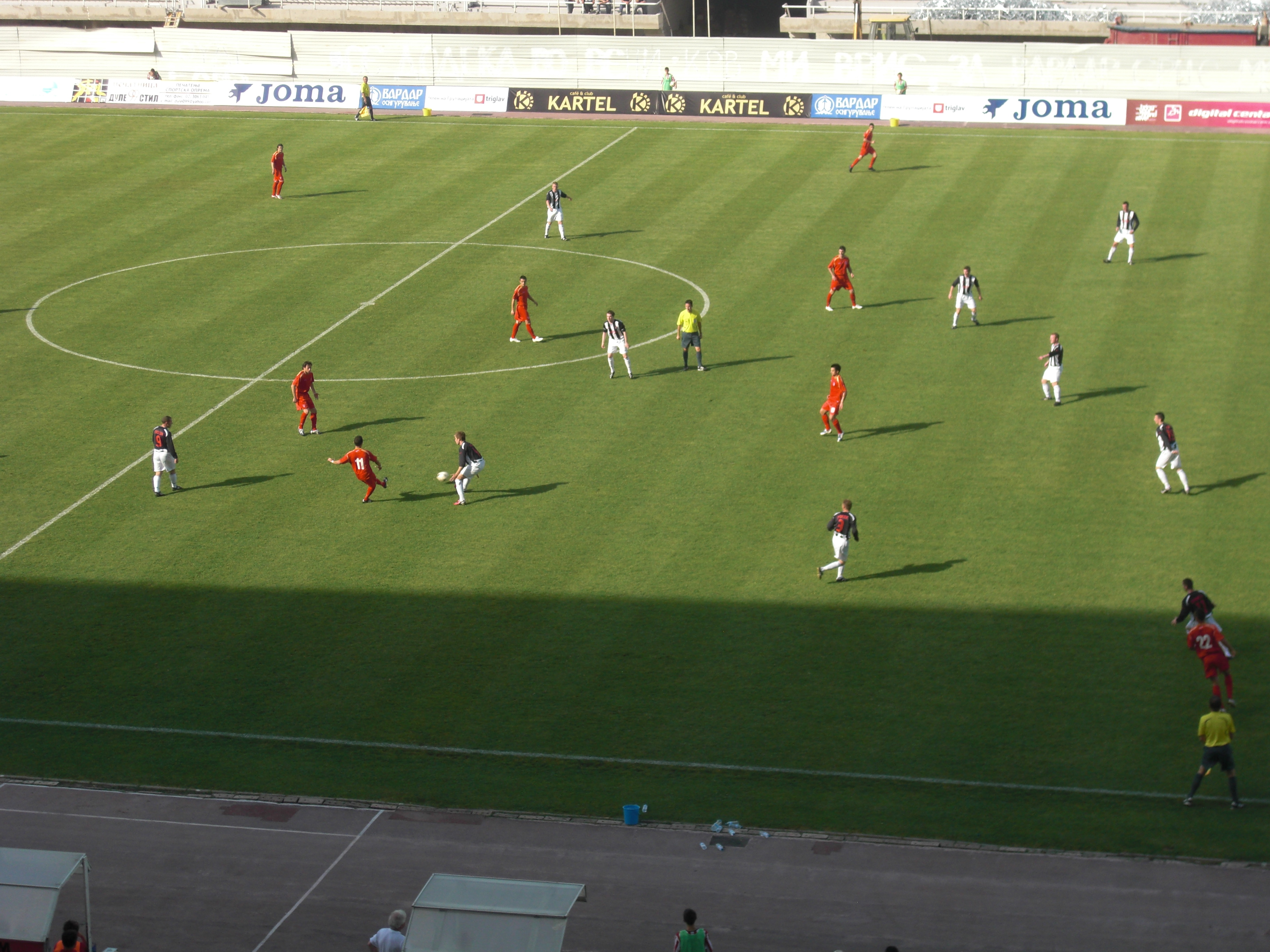
Meci din preliminariile UEFA Europa League dintre Rabotnički și Crusaders